# Nationale Zentrumspartei (Libyen)
Die Nationale Zentrumspartei (auch: Zentristische Nationalpartei; Kürzel NCP von englisch National Centrist Party) ist eine parlamentarische politische Partei in Libyen, die am 23. Oktober 2011 durch den ehemaligen Ölminister Ali Tarhouni gegründet wurde. Sie ist eine zentristische politische Bewegung mit den Grundsätzen der Demokratie und der religiösen Mäßigung. Sie war bislang Mitglied in der Allianz Nationaler Kräfte.
Die Zentrumspartei nahm an der Wahl zum libyschen Nationalkongress 2012 teil. Sie erhielt 2 der 80 Sitze für Parteilisten und ist mit anderen Parteien in der Minderheit.

## Ideologie
Die eigene Doktrin der Nationalen Zentrumspartei ist gemäßigt. Ali Tarhouni erklärte dazu, dass Mäßigung der Name der Bewegung sei: "Wir sind moderat. Wir sind in der Mitte." Jegliche Radikalisierung des Islam sei etwas, was die Partei ablehnt: "Wir sind strikt dagegen. Wir wuchsen in diesem Land auf und wir wenden solche Sachen wie sie es tun grundsätzlich nicht an, und ich hoffe, dass sie damit aufhören, weil Libyen das nicht stillschweigend duldet."